# Сновь (остановочный пункт)
Сновь — остановочный железнодорожный пункт Конотопской дирекции Юго-Западной железной дороги на линии Бахмач — Новобелицкая, расположенный юго-западнее села Гвоздиковка. Название станции из-за реки Снов, расположенной юго-восточнее. 

## История
«Разъезд Сновь» был открыт в 1951 году на действующей ж/д линии Бахмач—Новобелицкая Юго-Западной железной дороги. Осуществлялись (О) продажа билетов на поезда местного следования без багажных операций. На топографической карте n-36-135 по состоянию местности на 1986 год не обозначен. Разъезд был преобразован в остановочный пункт.

## Общие сведения
Станция представлена двумя боковыми платформами. Имеет 2 пути. Есть здание вокзала (не используется).

## Пассажирское сообщение
Ранее ежедневно станция принимала поезда сообщения Гомель—Сновск (до 21.03.2020 года).